# Tukmakli
Tukmakli (en rus: Тукмаклы) és un poble de Baixkíria, a Rússia, que en el cens del 2010 tenia 76 habitants. Pertany al districte d'Arkhànguelskoie.